# Пенелопа (филм)
„Пенелопа“ (на английски: Penelope) е романтична фентъзи комедия от 2006 година на режисьора Марк Палански.

## Сюжет
Внимание:  Текстът по-долу разкрива сюжета на произведението (или части от него)!
Имало едно време зла вещица проклела млад аристократ от семейство Уилхърн, който я измамил и се оженил за друг. Сега в семейство Уилхърн момичетата трябваше да се раждат със свинска муцуна вместо с нос и това ужасно проклятие можеше да бъде премахнато само по един начин – обезобразеното момиче трябваше да бъде омъжено от млад мъж, който наистина да я обича, въпреки ужасния ѝ вид.
Вече днес в семейство Вилхерн се появява дъщеря Пенелопе, която вместо нос всъщност има свинска муцуна. Момичето живее в пълна изолация от света, а в този момент активната майка енергично търси младоженец, който да снеме проклятието от дъщеря ѝ...

## Актьорски състав
| Актьор             | Роля                                                                             |
| ------------------ | -------------------------------------------------------------------------------- |
| Кристина Ричи      | Пенелопа Уилхърн – аристократично момиче със свинска муцуна вместо нос           |
| Энди-Мари Таунсенд | по-млада Пенелопа Уилхърн                                                        |
| Джеймс Макавой     | Джон Мартин – млад мъж, представящ се за Макс Кемпиън, годеникът на Пенелопа     |
| Ник Фрост          | Истинският Макс Кемпиън – млад мъж, страдащ от пристрастяване към хазарта        |
| Катрин О'Хара      | Джесика Уилхърн – майката на Пенелопа                                            |
| Питър Динклидж     | Лимон – репортер на таблоида                                                     |
| Ричард Грант       | Франклин Уилхърн – бащата на Пенелопа                                            |
| Рийз Уидърспун     | Ани – доставячка, приятелка на Пенелопа                                          |
| Рони Анкона        | Ванда – сватовница                                                               |
| Саймън Уудс        | Едуард Хъмфри Вандерман III – бившият годеник на Пенелопа                        |
| Найджъл Хавърс     | Едуард Вандерман II – бащата на Едуард Хъмфри Вандерман III                      |
| Бърн Горман        | Лари                                                                             |
| Ръсел Бранд        | Сам                                                                              |
| Джон Войс          | дежурно ченге                                                                    |
| Лени Хенри         | Крул                                                                             |
| Ричард Лийф        | Джак – барман                                                                    |
| Майкъл Фист        | Джейк – икономът на семейство Уилхърн / Вещицата, която прокле семейство Уилхърн |